# ناصر نقویان
ناصر نقویان (متولد ۱۳۴۳ در شهر بابل) روحانی شیعه ایرانی است. در تاریخ ۲۷ آذر ۱۳۹۷ رئیس جمهور ایران حسن روحانی در حکمی ناصر نقویان را به عنوان «دبیر هیئت عالی گزینش کشور» منصوب کرد.

## سخنرانی‌ها
نقویان یکی از معروف‌ترین سخنرانان مذهبی است. او گاهی در سخنان خود به اشعار مولوی و حافظ استناد می‌کند. او به دلیل برخی سخنان جنجال‌برانگیز به دادگاه ویژه روحانیت احضار شد که پرونده شکایت از او به جایی نرسید. او برخلاف تهمت ها اعلام کرده که در خط انقلاب هست و حاضر است بیست سال از عمر خود را با یک روز از عمر علی خامنه‌ای معاوضه کند.
او پس از سال ها در تاریخ ۱۸ اسفند ۹۷ در برنامه سمت خدا حاضر شد و کارشناس این برنامه در آن روز بود.

## استعفاء
وی در نامه‌ای خطاب به حسن روحانی بیان داشت: «از اینکه حسن اعتماد شامل حال گردید و کاری مهم را به عهده این طلبه کوچک نهادید سپاسگزارم. این مسئولیت بزرگ که همانا برگزیدن انسانهای دانا و دلسوز در امور اداری و خدماتی کشور می‌باشد بر دوش ضعیف بنده سنگینی می‌کرد به حدی که خود را در سامان رساندن این امر خطیر ناتوان و ناکارآمد می‌بینم؛ لذا با توجه به مشکلات شخصی و پاره‌ای کارهای علمی بر زمین مانده از محضرتان اجازه ترخیص خواسته و با آرزوی موفقیت برای جنابعالی و همکاران خدومتان استعفای خود را تقدیم می کند.»                  